# Панна
Панна (пол. Panna (potok), Sołotwina) — гірська річка в Польщі, у Кросненському повіті Підкарпатського воєводства на Лемківщині. Ліва притока Ясьолки, (басейн Балтійського моря).

## Опис
Довжина річки 12 км, падіння річки 175 м, похил річки 14,58 м/км, найкоротша відстань між витоком і гирлом — 11,26 км, коефіцієнт звивистості річки — 1,07. Формується притоками та безіменними гірськими потоками. Річка розташована у Низьких Бескидах та протікає у Ясільському ландшафтному заказнику.

## Розташування
Бере початок на висоті близько 540 м над рівнем моря між вершинами Клепке (670 м) та Ялова Кічера у Карпатах. Спочатку тече переважно на північний захід Зиндранову, далі у селі Тилява повертає на північний схід і на південно-східній стороні від села Терстяна на висоті 365 м над рівнем моря впадає в річку Ясьолку, праву притоку Вислоки.

## Притоки
- Обшив, Мшанка (ліві)[3].

## Цікавий факт
- У селі Зиндранова річку перетинає туристичний шлях, який на мапі туристичній значаться зеленим кольором (Барвінок — Зиндранова — Червоний Горб (616 м)[3].
- У селі Тилява з лівого берегу річки пролягає автошлях  19[3].